# Pinto Barros
Pinto Barros (né le 4 mai 1973 au Mozambique portugais) est un footballeur international mozambicain, qui évoluait au poste de défenseur.

## Biographie

### Carrière en sélection
Avec l'équipe du Mozambique, il joue entre 1995 et 1999. 
Il figure dans le groupe des sélectionnés lors des CAN de 1996 et de 1998, où son équipe est éliminée à chaque fois au premier tour.
Il joue également deux matchs comptant pour les tours préliminaires de la coupe du monde 1998.

## Palmarès
Ferroviário de Maputo
- Championnat du Mozambique (2) :
  - Champion : 1996 et 1997.